# Nemotha
Nemotha es un género de mantis  (insectos del orden Mantodea) que cuenta con las siguientes especies. Es originario de Asia.

## Especies
- Nemotha coomani
- Nemotha metallica
- Nemotha mirabilis